# Стокарт, Илдефонс
Илдефонс Стокарт (нидерл. Ildephonse Stocquart иногда нидерл. Ildephonse Stocquaert, Гераардсберген, 1819 — Сен-Жосс-тен-Ноде, 1889) — бельгийский художник и гравёр, известен пейзажами и изображением животных. Учился у Жюльена-Жозефа Дюкаррона, Э. Де Блока и Анри Ван дер Порте, а также в Королевской академии художеств в Антверпене.
В 1837—1839 годах Стокарт получал годичную стипендию в размере 200 франков от провинции Восточная Фландрия.
Стокарт — неоднократный участник художественных выставок (Брюссель, Гент, Филадельфия). Так, в 1848 году писатель и критик Адольф Сире писал о мощи пейзажей Стокарта, выставленных на брюссельском салоне, и их богатстве, подчёркивая его талант изображения листвы и расположения деревьев. Недостатком этих пейзажей был, по мнению Сире, был избыток цвета. Изображения животных Стокарта Сире считает несколько прилизанными. Ему вторят анонимный рецензент «Journal des beaux-arts», отмечающий недостаток натурализма в работах представленных на гентском салоне 1859 года и писатель и искусствовед Адольф ван Суст де Боркенфелдт, упоминающий Стокарта среди художников, в чьих работах не видно осознание того, что

у всех животных есть свои нравы, свои привычки, и хотя и не душа, но инстинкт, который, как говорят тоже относится к душе. Оригинальный текст (фр.)tout animal a ses mœurs, ses habitudes, et si pas une âme, du moins un instinct, qui est déjà quelque chose de l'âme, comme on l'a dit.
Картины И. Стокарта находятся сегодня в коллекции королевских музеев изящных искусств (Брюссель), а также ратуше Герардсбергена. 3 ноября 2005 картина Стокарта «Бык и корова у пруда» была продана на аукционе Кристис за £1,680, a на аукционе 28 октября 1992 его картина «Лесной пейзаж с пастушкой и стадом, пересекающим реку» была продана за 7475 гульденов.

## Галерея

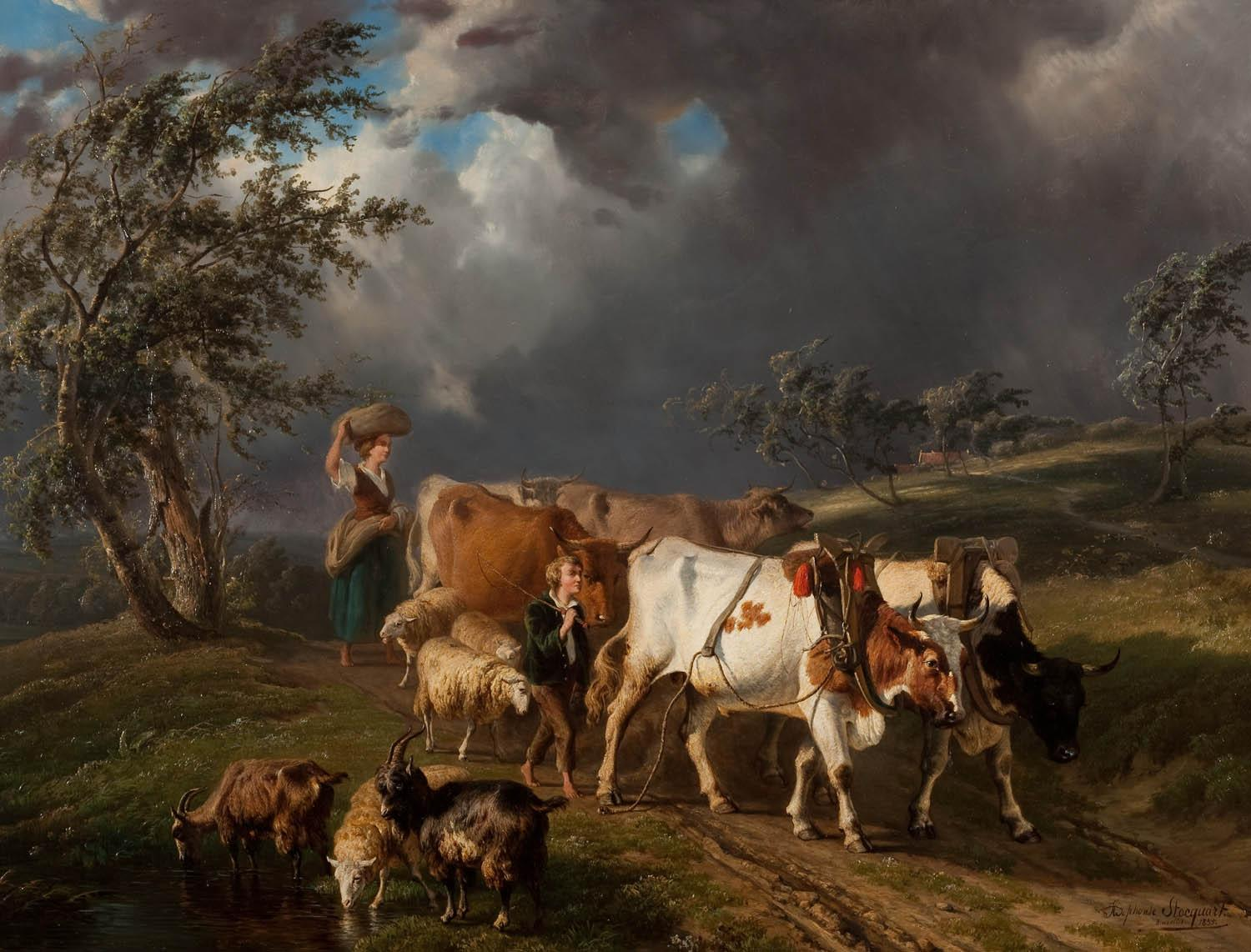
Стадо, стремящееся укрыться от грозы, 1855